# Anja Andersen
Anja Andersen (Odense, 15 febbraio 1969) è un'ex pallamanista e allenatrice di pallamano danese.
Con la maglia della nazionale danese ha vinto l'oro olimpico ai Giochi di Atlanta 1996.

## Palmarès

### Giocatrice

#### Club
- Campionato norvegese: 2

Bækkelagets SK: 1992, 1999
- Campionato tedesco: 3

TuS Walle Brema: 1994, 1995, 1996
- Coppa di Germania: 2

TuS Walle Brema: 1994, 1995
- Coppa delle Coppe: 3

TuS Walle Brema: 1993-1994
Bækkelagets SK: 1997-1998, 1998-1999

#### Nazionale
- Oro olimpico: 1

Atlanta 1996
- Campionato mondiale

 Oro: Germania 1997
 Argento: Norvegia 1993
 Bronzo: Austria-Ungheria 1995
- Campionato europeo

 Oro: Germania 1994, Danimarca 1996